# Ширма (Киев)
Ши́рма (укр. Ширма) — историческая местность на территории Голосеевского района города Киева.
Ширма располагается между проспектом Валерия Лобановского, улицами Майкопской, Казацкой, Сумской, переулком Ахтырским и улицей Кайсарова. Название местности народного происхождения и возникло давно. Некоторые исследователи считают, что связано оно с «ширью» — широким простором между лесными массивами. Впрочем, существует мнение, что название обозначало чащи, встававшие перед путником «ширмой» — заслоном. Ширма интенсивно застраивалась с первой трети вплоть до 1950-х годов.
Также есть версия, что на этой местности были сады пана Ширмы. Сейчас это частный сектор, и садов нет, а название сохранилось.